# Philip Giebler

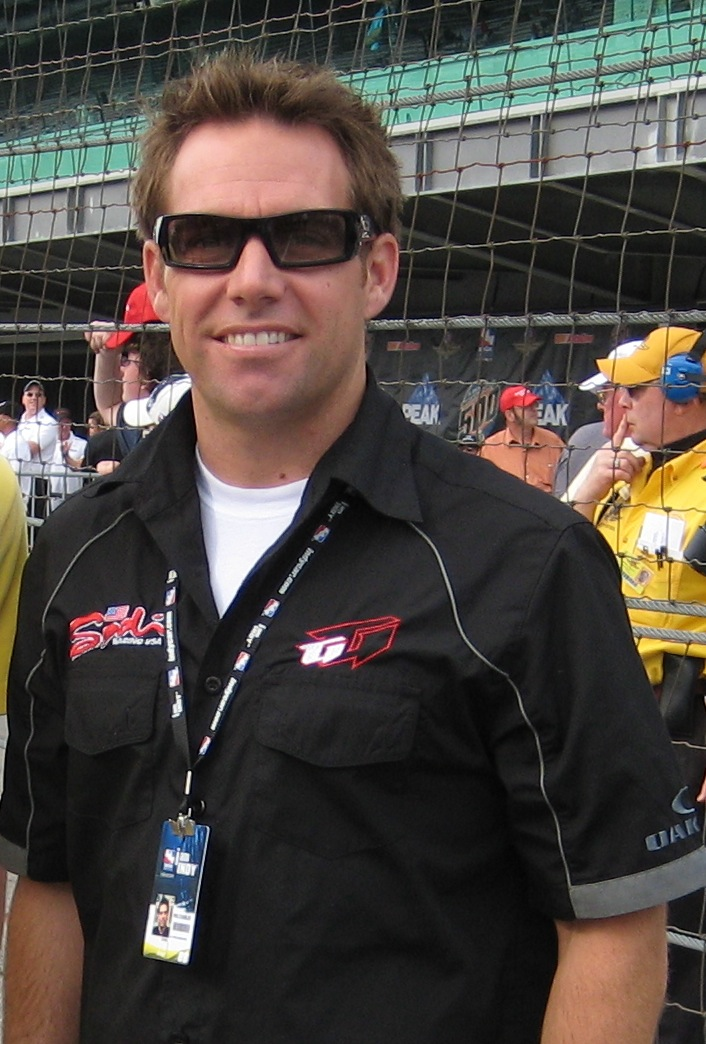
Philip Giebler (2008)

Philip „Phil“ Giebler (* 5. März 1979 in Oxnard, Kalifornien) ist ein ehemaliger US-amerikanischer Autorennfahrer und Rennstallbesitzer.

## Karriere
Giebler begann seine Motorsportkarriere 1989 im Kartsport, in dem er bis 1998 aktiv war. Nachdem er 1998 in der US Barber Formel Dodge sein Formelsportdebüt gefeiert hatte, orientierte er sich Richtung Europa und wurde 1999 Vizemeister der französischen Formel Renault Campus hinter Adam Jones. 2000 wechselte Giebler in die französische Formel-3-Meisterschaft und wurde in der B-Klasse Zweiter. Wie im Vorjahr musste er sich Jones geschlagen geben. Im Anschluss an die Saison nahm er an der Winterserie der Formel Palmer Audi teil. Dabei entschied er den Titelkampf mit 76 zu 71 Punkten gegen Robert Huff für sich.
2001 hatte Giebler kein permanentes Cockpit. Er nahm an zwei Rennen der britischen und an sechs Rennen der deutschen Formel-3-Meisterschaft teil. 2002 ging Giebler in der spanischen Formel-3-Meisterschaft an den Start. Er stand sechsmal auf dem Podium und wurde Sechster in der Fahrerwertung. 2003 löste Giebler nach dem ersten Rennen Robbie Kerr in der internationalen Formel-3000-Meisterschaft ab. Giebler nahm für Den Blå Avis, dem Zweitteam von Super Nova Racing, an fünf Rennen teil. Dabei erzielte er einen Punkt und wurde 17. in der Fahrerwertung. Nach dem sechsten Rennen stellte Super Nova Racing den Betrieb des zweiten Teams ein und Giebler war ohne Cockpit.
Anstatt weiter in europäischen Serien an den Start zu gehen, kehrte Giebler 2004 nach Nordamerika zurück. Er startete in der Infinity Pro Series zu sieben von zwölf Läufen. Er gewann sein Debütrennen auf dem Homestead-Miami Speedway und beendete die Saison auf dem neunten Gesamtrang. 2005 fand Giebler erneut kein permanentes Cockpit und nahm an je einem Rennen der Infinity Pro Series sowie der Atlantic Championship teil. Dabei erzielte er jeweils eine Top-10-Platzierung. Im Winter 2005/2006 teilte sich Giebler mit Scott Speed und Bryan Herta ein Cockpit in der neugegründeten A1-Grand-Prix-Serie beim US-amerikanischen Team. Giebler nahm an vier Veranstaltungen teil. Ein neunter Platz war sein bestes Ergebnis. Im weiteren Verlauf des Jahres 2006 startete Giebler zu drei Rennen der Indy Pro Series, wo er einmal Dritter wurde, sowie zu einem Rennen der Atlantic Championship.
In der A1GP-Saison 2006/2007 war Giebler zusammen mit Ryan Hunter-Reay und Jonathan Summerton für das US-amerikanische Team aktiv. Er nahm an sechs von elf Veranstaltungen teil. Ein zweiter Platz in Zandvoort war Gieblers bestes Resultat. Er war in dieser Saison der Pilot, der für das US-Team, das den neunten Platz in der Teamwertung belegte, die meisten Punkte erzielte. Anschließend nahm Giebler für Playa Del Racing an 8 von 16 Indy-Pro-Rennen teil. Außerdem debütierte Giebler 2007 in der IndyCar Series, wo er für Playa del Racing am Indianapolis 500 teilnahm. Er schied aus und wurde als 29. gewertet. 2008 versuchte Giebler für American Dream Motorsports, dem Nachfolge-Team von Playa del Racing, erneut die Qualifikation zum Indianapolis 500 zu meistern, wobei er als einziger Teilnehmer noch mit dem alten Panoz-Chassis antrat. Er hatte allerdings schon im Training einen schweren Unfall, nach dem er zur Beobachtung ins Krankenhaus musste. Einen Qualifikationsversuch unternahm er infolgedessen nicht. Anschließend trat Giebler in keiner internationalen Rennserie mehr an.
Von 2005 bis 2010 war Gielber erneut im Kartsport aktiv.

## Phil Giebler Racing
Nach dem Ende seiner aktiven Rennkarriere gründete Giebler 2010 das Kartteam Phil Giebler Racing. Das Team hat das Ziel, junge Rennfahrer an den professionellen Rennsport heranzuführen.

## Statistik

### Karrierestationen
| - 1989–1998: Kartsport - 1998: US Barber Formel Dodge - 1999: Französische Formel Renault Campus (Platz 2) - 2000: Französische Formel 3, Klasse B (Platz 2) - 2000: Formel Palmer Audi, Winterserie (Meister) - 2001: Britische Formel 3 (Platz 22) - 2001: Deutsche Formel 3 | - 2002: Spanische Formel 3 (Platz 6) - 2003: Formel 3000 (Platz 17) - 2004: Infinity Pro Series (Platz 9) - 2005: Infinity Pro Series (Platz 22) - 2005: Atlantic Championship (Platz 20) - 2006: A1 Grand Prix - 2006: Indy Pro Series (Platz 21) | - 2006: Atlantic Championship (Platz 33) - 2007: A1GP - 2007: Indy Pro Series (Platz 20) - 2007: IndyCar Series (Platz 34) - 2005–2010: Kartsport |